# ESOMAR
 (décembre 2014).
Si vous disposez d'ouvrages ou d'articles de référence ou si vous connaissez des sites web de qualité traitant du thème abordé ici, merci de compléter l'article en donnant les références utiles à sa vérifiabilité et en les liant à la section « Notes et références ».
L’Association européenne pour les études d'opinion et de marketing (en anglais European Society for Opinion and Market Research, ESOMAR) est une association internationale des professionnels des études de marché.
Fondée en 1948, l'ESOMAR débute comme une association d'envergure européenne. En 2013, l'association compte plus de 4900 membres dans 130 pays, et regroupe des professionnels du monde des études, du marketing, de la publicité, des affaires et des relations publiques. En septembre 2012, ESOMAR lance une formule d'adhésion pour les entreprises.
La mission d'ESOMAR est d'encourager et améliorer les pratiques dans le domaine des études. Son but est de promouvoir les meilleurs standards dans le domaine des études de marché afin d'améliorer les prises de décision, dans les secteurs publics et privés, afin de :
- Protéger les intérêts de l'industrie des études au niveau mondial.
- Améliorer et promouvoir les meilleurs pratiques au quotidien.
- Promouvoir les valeurs de cette industrie auprès des entreprises et de la société.

L'ESOMAR a établi un code international des pratiques éthiques, le Code international ICC/ESORMAR pour les études sociales et de marché, en collaboration avec la Chambre de commerce internationale. Tous les membres de l'association doivent accepter de respecter cette norme ainsi que les codes éthiques ESOMAR, dans leurs pratiques quotidiennes des études. Ce Code a en outre été adopté par plus de 65 corps syndicaux majeurs à travers le monde. 
Chaque année, l'ESOMAR organise un congrès mondial dans un pays différent, et révèle à cette occasion le trophée du Best Paper annuel.
En septembre 2013, le congrès a eu lieu à Istanbul, en Turquie, et avait pour thème principal le Big Data. L'Excellence for Best Paper Award a été décerné à Annie Pettit, Melanie Courtright, Kartik Pashupati et Roddy Knowles pour leur papier "Multimode, Global scale usage".
En 2015, le congrès annuel de l'ESOMAR a eu lieu à Dublin, avec pour thème Révélations. L'Excellence for Best Paper Award a été décerné à Eric Singler, Richard Bordenave, Étienne Bressoud (tous, BVA) et Françoise Waintrop (SGMAP) pour leur papier "French Governement: nudge me tender".